# Nikole Gazulli
Nikollë Gazulli (Dajç, Albania, 15 de junio de 1895-Vrith, Albania, 23 de marzo de 1946) fue un párroco albanés, lexicógrafo y etnográfo, interesado en la albanología. El lingüista Aleksandër Xhuvani lo llamó el "padre de la toponimia albanesa”, mientras que el padre Zef Pllumi lo llamó "el mayor experto que la Biblioteca Franciscana Gregj Fishta haya tenido en su personal".
Escribió el primer “Diccionario Onomástico del albanés” y es conocido como cofundador de la lexicografía albanesa junto con Pano Tase, aunque Gazulli sería el último clérigo en publicar en este campo dentro de las fronteras de Albania. A pesar de sus contribuciones, la República Popular Socialista de Albania lo mantuvo in damnatio memoriae y, por lo tanto, nunca lo mencionó en el discurso albanológico durante su gobierno.

## Primeros años
Gazulli nació en Dajç, Zadrima, en la Diócesis Católica Romana de Sapë, hijo de Hiluk Gjoni y Tone (hija de Jak Gjini de Gramsh). Era el segundo hijo, siendo el mayor el también sacerdote Gjon Hiluk Gazulli. Comenzó su educación en la escuela del pueblo fundada en 1902 por Ndre Mjeda, donde enseñaba Kolë Zezaj de Shkodër. Gazulli pasó a la escuela secundaria en el Seminario Pontificio de Albania en Shkodër y a la educación superior en la Universidad de Innsbruck en Austria. Hablaba con fluidez alemán, italiano, latín y algunas lenguas eslavas, además de francés y turco.

## Ministerio
Hubo un levantamiento fracasado conttra el gobierno en Dukagjin en 1926, donde su hermano participó por lo que fue asesinado. Así mismo, Nikollë fue encarcelado de 1924 a 1930 en Gjirokastër. Fue liberado por intercesión de Gjergj Fishta, Norbert Jokl y Aleksandër Stavre Drenova.
Durante muchos años trabajó como párroco en Shkrel, Malësia.Sin embargo, también trabajó en Bogë, Zagorë, Kastrat, Koplik, entre otras localidades.
Viajó por los pueblos de la parroquia y otros lugares (incluidos Kelmend, Hot, Pukë, Dajç, Shkodër en el río Bojana y Ulcinj). Gazulli recopiló y analizó miles de palabras raras, frases, nombres propios, folclore, historia, y otras, editado y publicando varias obras en el Idioma albanés.
Jokl (padre de la albanología) y Gazulli mantuvieron correspondencia activa. Jokl consultó activamente con Gazulli en busca de ideas etimológicas. Mientras que Jokl encontró que palabras como shkarthdhi ("esparcido") y pershkardhë ("blanqueado"), por ejemplo, eran de origen eslavo; Nikollë encontró el mismo patrón en nombres de lugares como Gomsiqe, Bardhanjol y Kashnjet. Siempre en busca de palabras raras, no escritas anteriormente, Gazulli le pidió a Jokl el 14 de diciembre de 1930 que le prestara un libro o un diccionario para explicar su significado en otros idiomas.
La escrupulosidad de Gazulli fue ridiculizada por el erudito Karl Gurakuqi, el Alto Inspector de Educación y promotor de Gazulli, quien censuró algunas palabras eróticas de Fjalorth i ri que se consideraron groseras en ese momento. Gazulli escribió “Fjalorin Onomastik” bajo el seudónimo de "Gelasius". Su trabajo rara vez fue citado durante el régimen comunista, aunque las pocas excepciones incluyeron los ensayos de Eqrem Çabej y Xhuvani,

## Obras
- “Fjalorth i ri” (fjalë të rralla të përdoruna në Veri të Shqipnisë) ("Nuevo diccionario [palabras raras utilizadas en el norte de Albania") publicado en 1941 en la revista Visaret e kombit;[2]
- “Fjalori Onomastik” ("Onomástica Diccionario") publicado de 1939 a 1943 en la revista de Fishta, Hylli i Dritës.
- “Fjalorth i ri” ("Nuevo Diccionario") (fjalë të rralla të përdoruna në Veri të Shqipnisë), Tirana, 1941, publicado en la revista Visaret e kombit, número XI, (524 páginas con 4819 palabras). Reimpreso por Çabej Publications y editado por Enkelejda Shamku-Shkrelit en 2005.
- “Fjalorthin e ri, fjalë të rralla të përdoruna në Jug të Shqipnís de Tase” ("Nuevo Diccionario de palabras raras utilizadas en el sur de Albania de Shqipnís de Tase,)" en Visaret e Kombit, número 12, en Tirana, 1941, fueron los dos primeros diccionarios de dialectos regionales en albanés.
- “Fjalori Onomastik”, fue el ("Primer diccionario de topónimos") (onomástica es sinónimo de toponimia) en el idioma. Publicado en partes en la revista Hylli i Dritës Número 2, febrero de 1939, año XV, págs. 120-129 y Números 9-12, 1943, págs. 391-406 (shkronjat A-K), en el transcurso de 21 números y 173 páginas (sin terminar).
- "Parashtesat e gjuhes shqipe" ("Prefijos en el idioma albanés"), 1956 y
- "Prapashtesat e gjuhes shqipe" ("Sufijos en el idioma albanés").
- “Albanian Language", (1962), que citan a Fjalorth i ri.
- Los compiladores del “Fjalor i gjuhes shqipe” ("Diccionario de la lengua albanesa") publicado en 1954 también citaron a Gazulli, incluidos Çabej, Kostaq Cipo, Mahir Domi, Anton Krajni y Osman Myderizi.

## Martirio
En marzo de 1946, se dice que las fuerzas comunistas lo encontraron escondido en una cueva cerca de Shkrel, y lo detuvieron bajo sospecha de pertenecer al grupo disidente SIM. Según el padre Pllum, fue asesinado por su anfitrión, Nikollë Prekushi.Junto con su hermano es uno de los mártires previos a los mártires de Albania.